# Ліпенек
Ліпенек (пол. Lipienek, нім. Lippinken) — село в Польщі, у гміні Лісево Хелмінського повіту Куявсько-Поморського воєводства.
Населення — 338 осіб (2011).
У 1975-1998 роках село належало до Торунського воєводства.

## Демографія
Демографічна структура станом на 31 березня 2011 року:
|          | Загалом | Допрацездатний вік | Працездатний вік | Постпрацездатний вік |
| -------- | ------- | ------------------ | ---------------- | -------------------- |
| Чоловіки | 171     | 41                 | 115              | 15                   |
| Жінки    | 167     | 37                 | 105              | 25                   |
| Разом    | 338     | 78                 | 220              | 40                   |